# Melilla Múzeum
A Melilla Múzeum egy múzeum a spanyolországi Melilla városában, a régi Almacén de las Peñuelasban, Melilla la Vieja első megerősített zártjában.  

## Történelem
A 20. század elején Rafael Fernández de Castro elkezdte gyűjteni a Cerro de San Lorenzo ásatásaiból származó darabokat és anyagokat a Casa Salama-ban, a Junta de Arbitrios központjában, bár az hivatalosan nem számított múzeumnak, mivel nem volt katalogizálás vagy nyilvános kiállítás.  
Évekkel később a Parque Hernández zeneterem pincéjében jelent meg a Városi Múzeum, a nagyközönség számára nyitva és elköltözve, helye nem volt megfelelő, az 1950-es években a Baluarte de la Concepción Alta-ba, egy történelmi múzeumban, két részleggel, Régészet és Dokumentáció, valamint katonai gyűjtemények és heraldikai emblémák.  
Ott maradtak egészen 1987-ig, amikor a Torre de la Velába, majd onnan az Almacenes de las Peñuelasba költöztek, ahol 2011 óta maradt, 2018. szeptember 11-én pedig a cigányságnak szentelt részleg.  
Szefárd, berber és cigány kultúrák Néprajzi Múzeuma

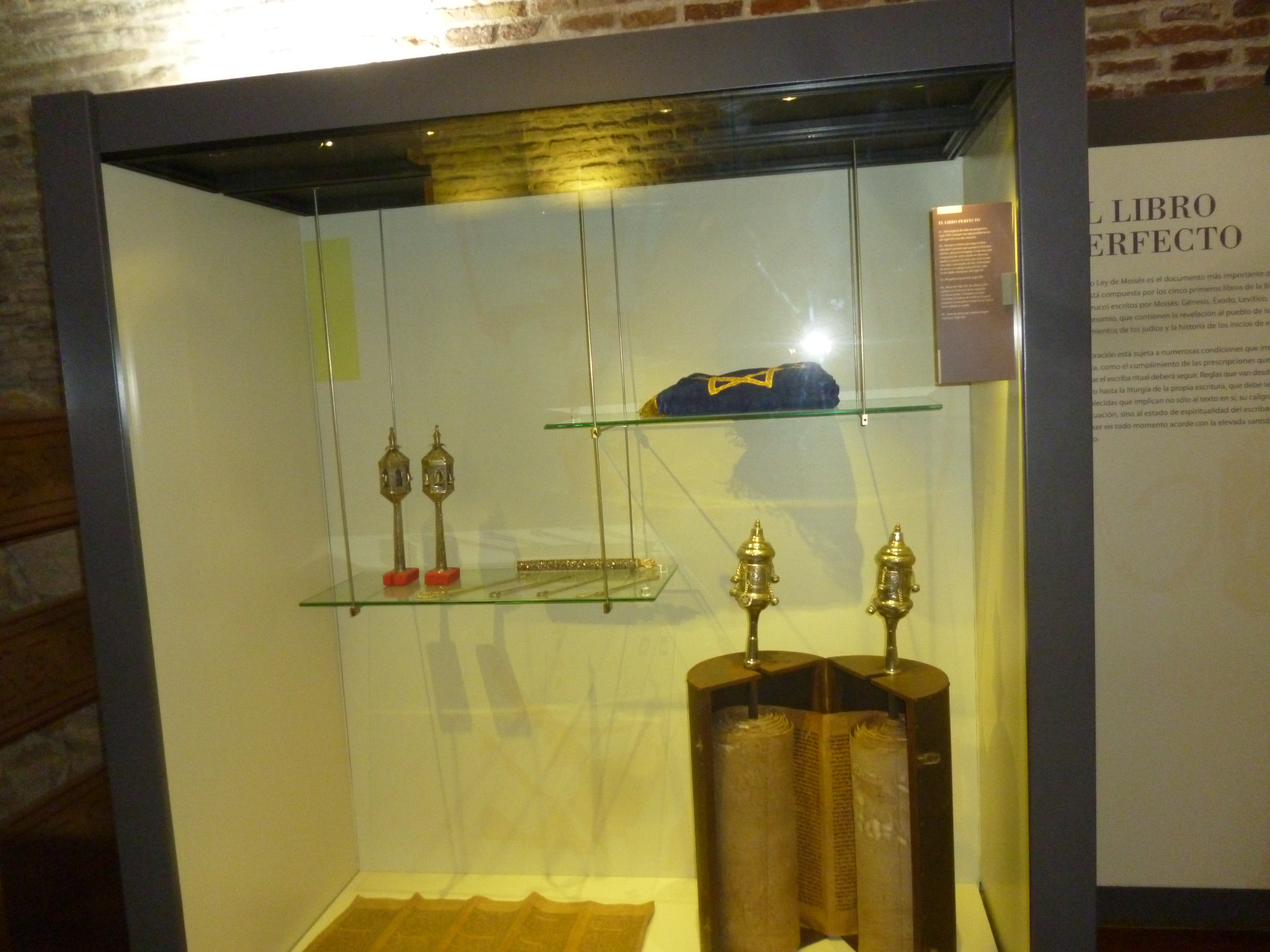
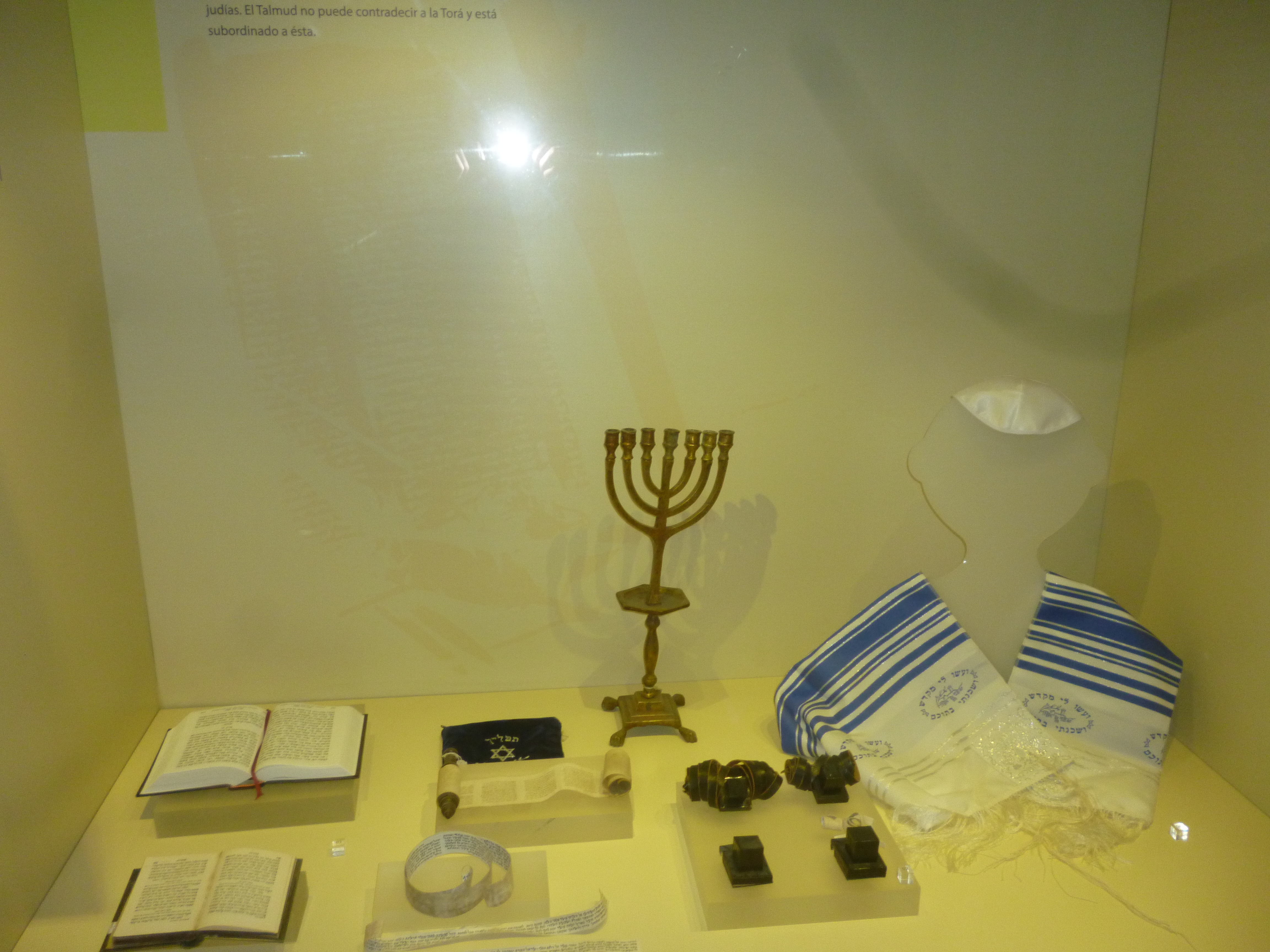
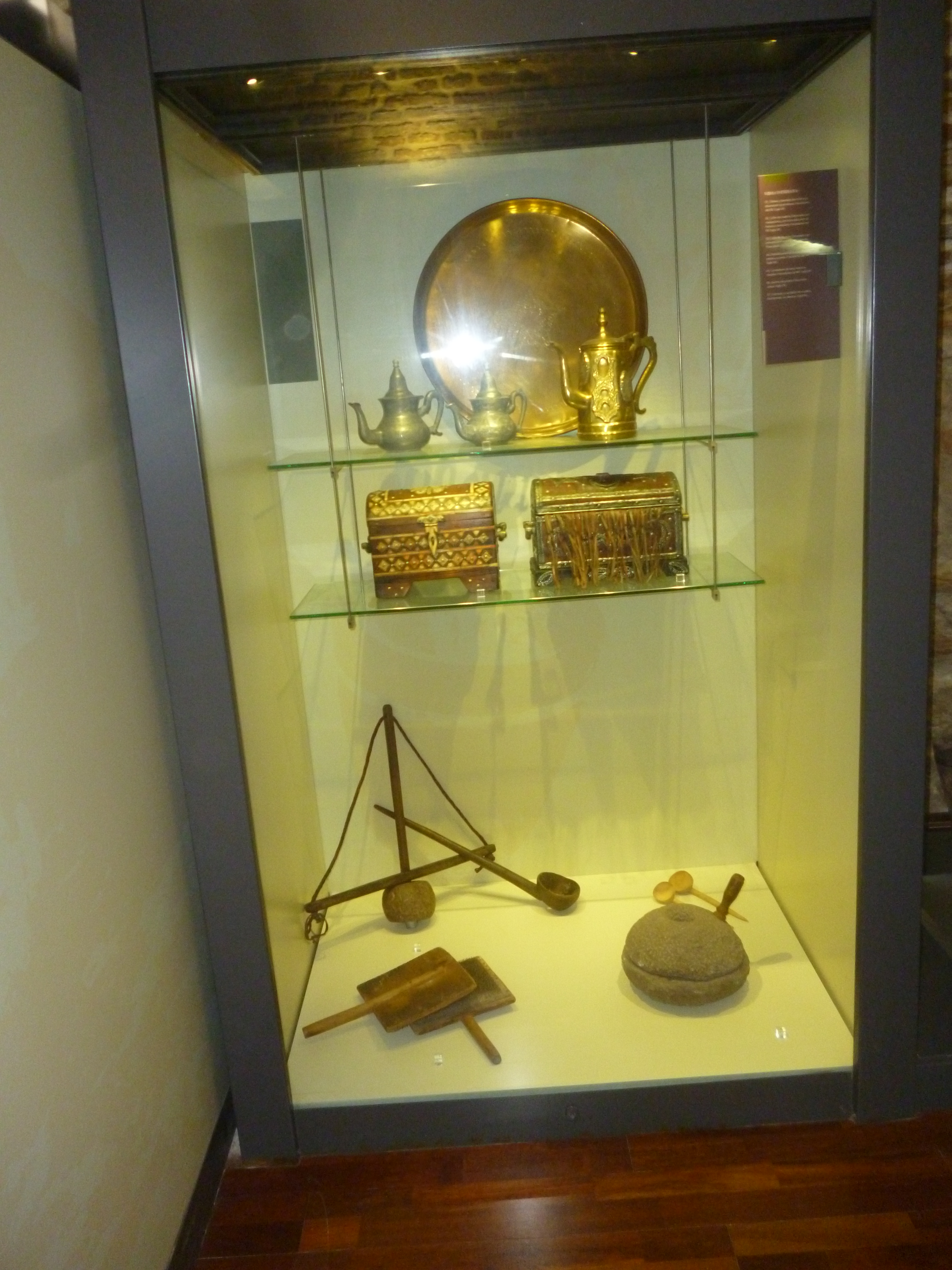
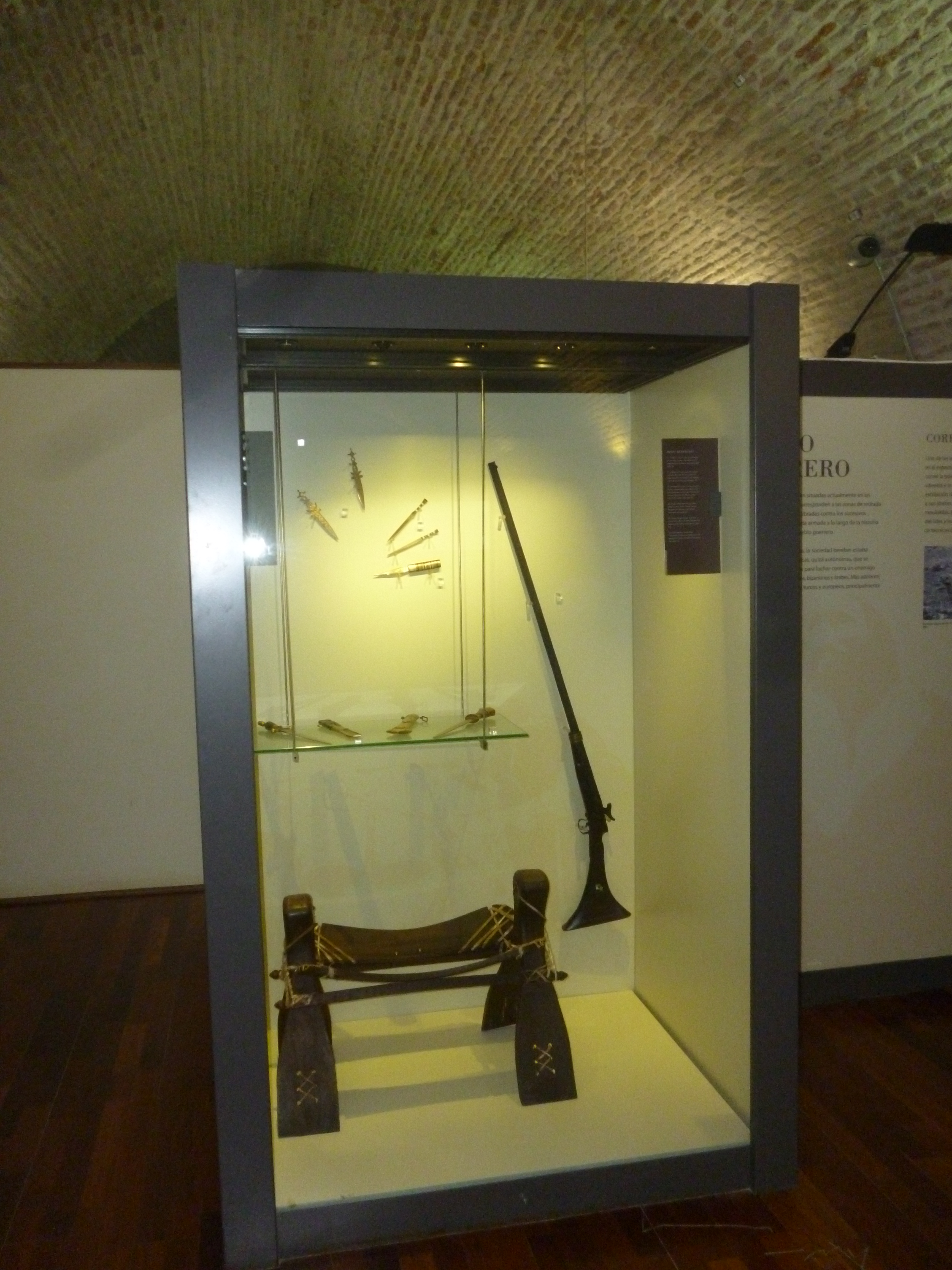
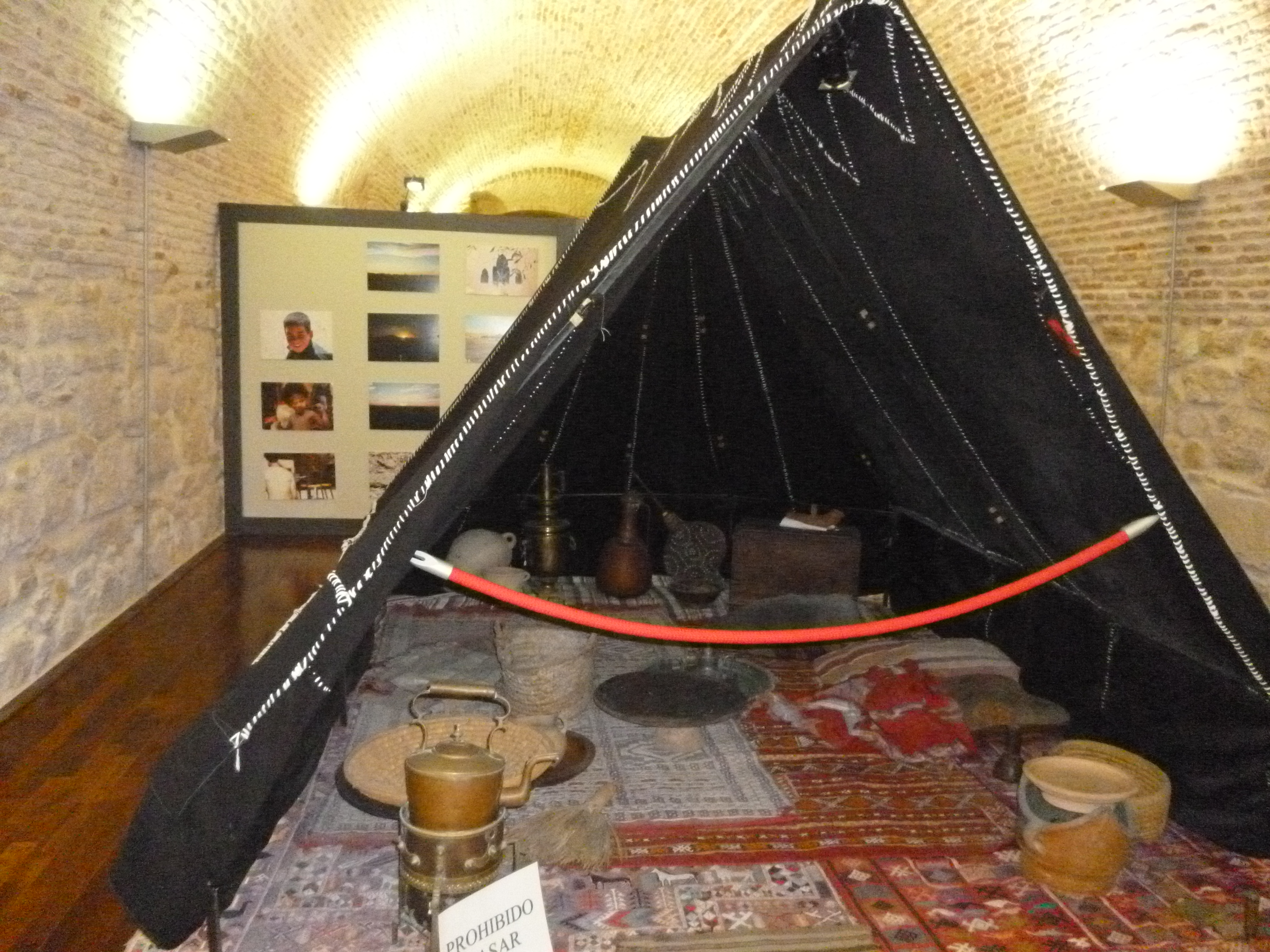
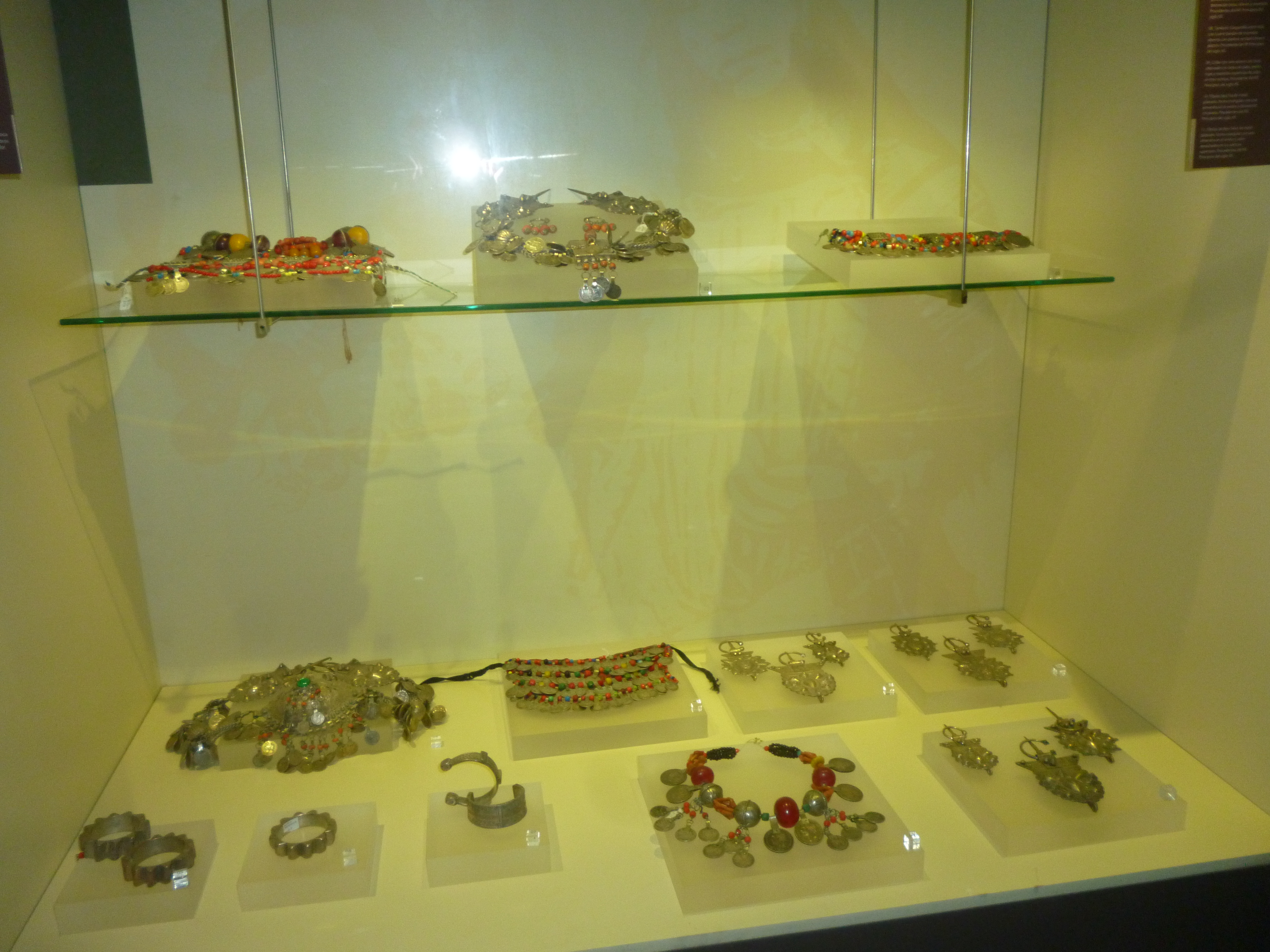
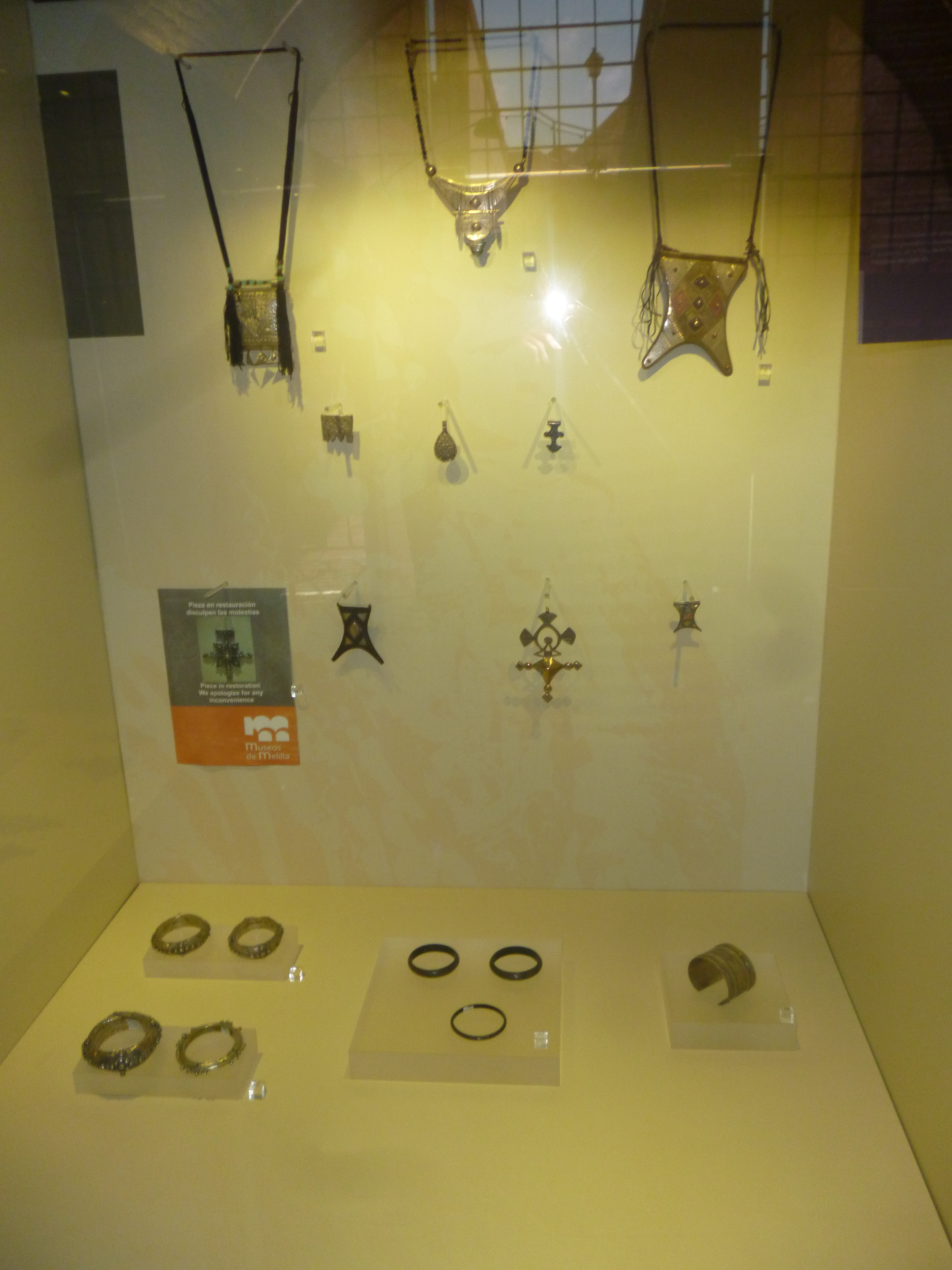
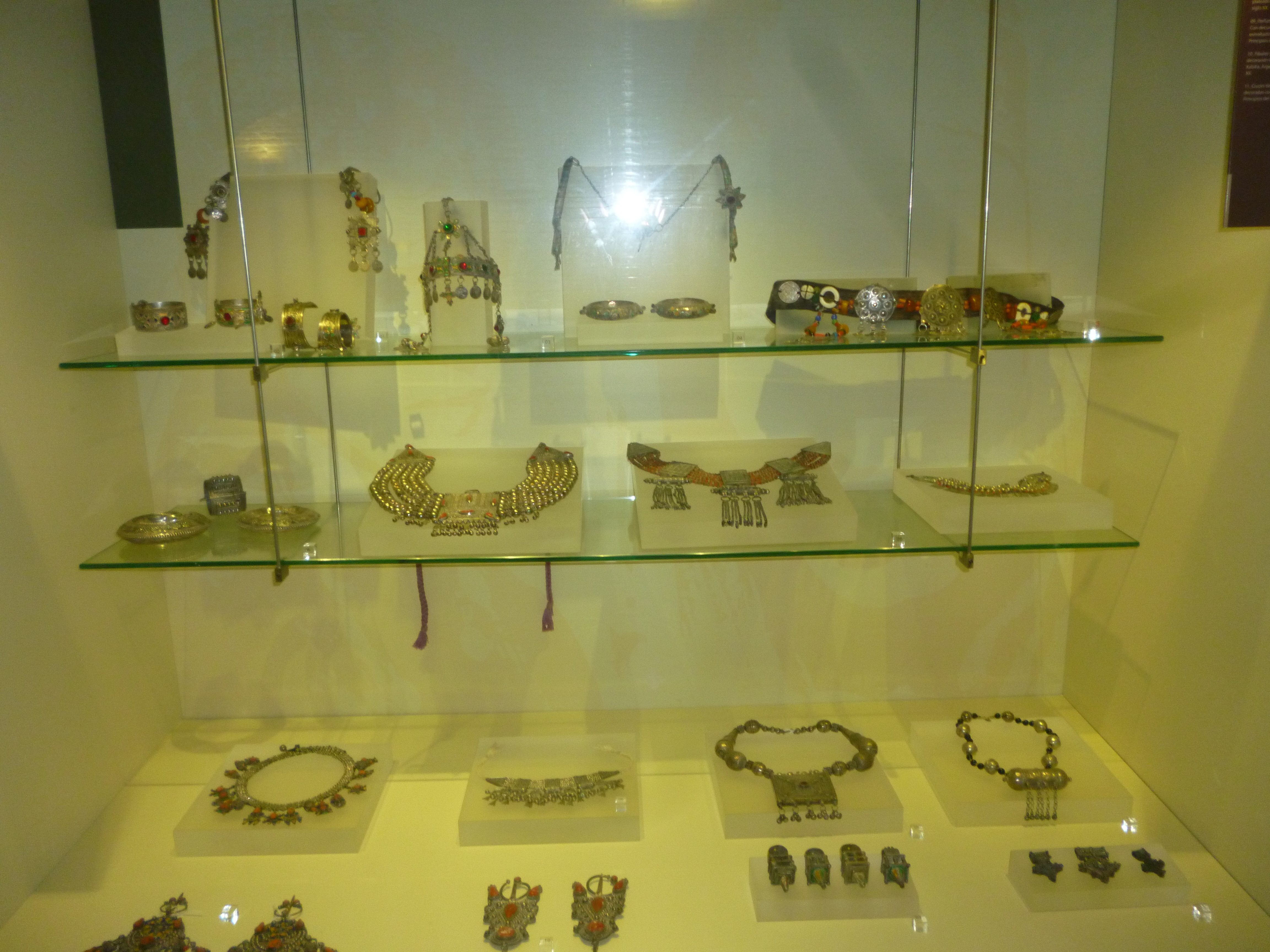
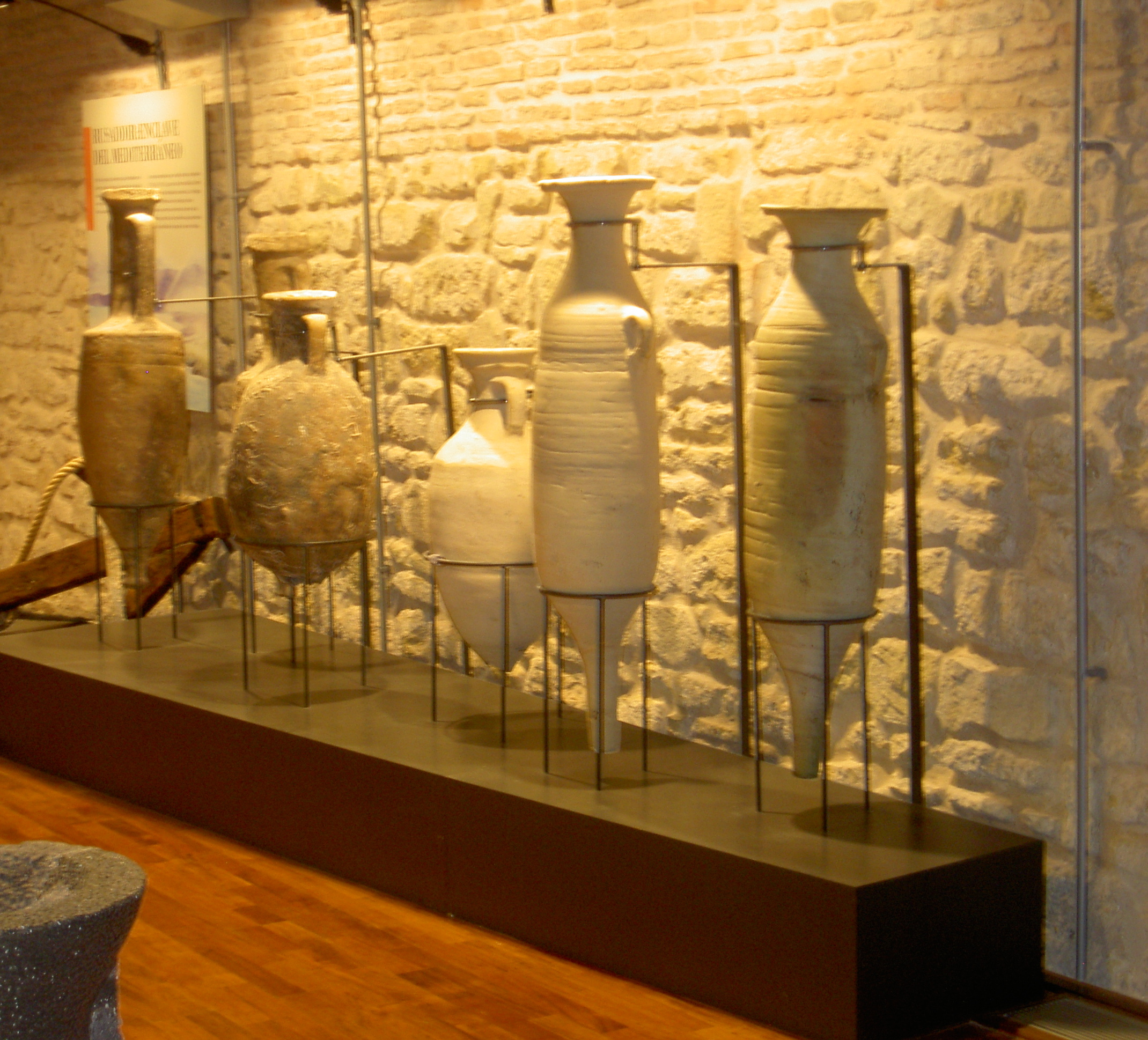

A földszinten található, kiemelve az Or Zaruah zsinagóga kikapcsolódását és a berber ékszergyűjteményt. Régészeti és Történeti Múzeum

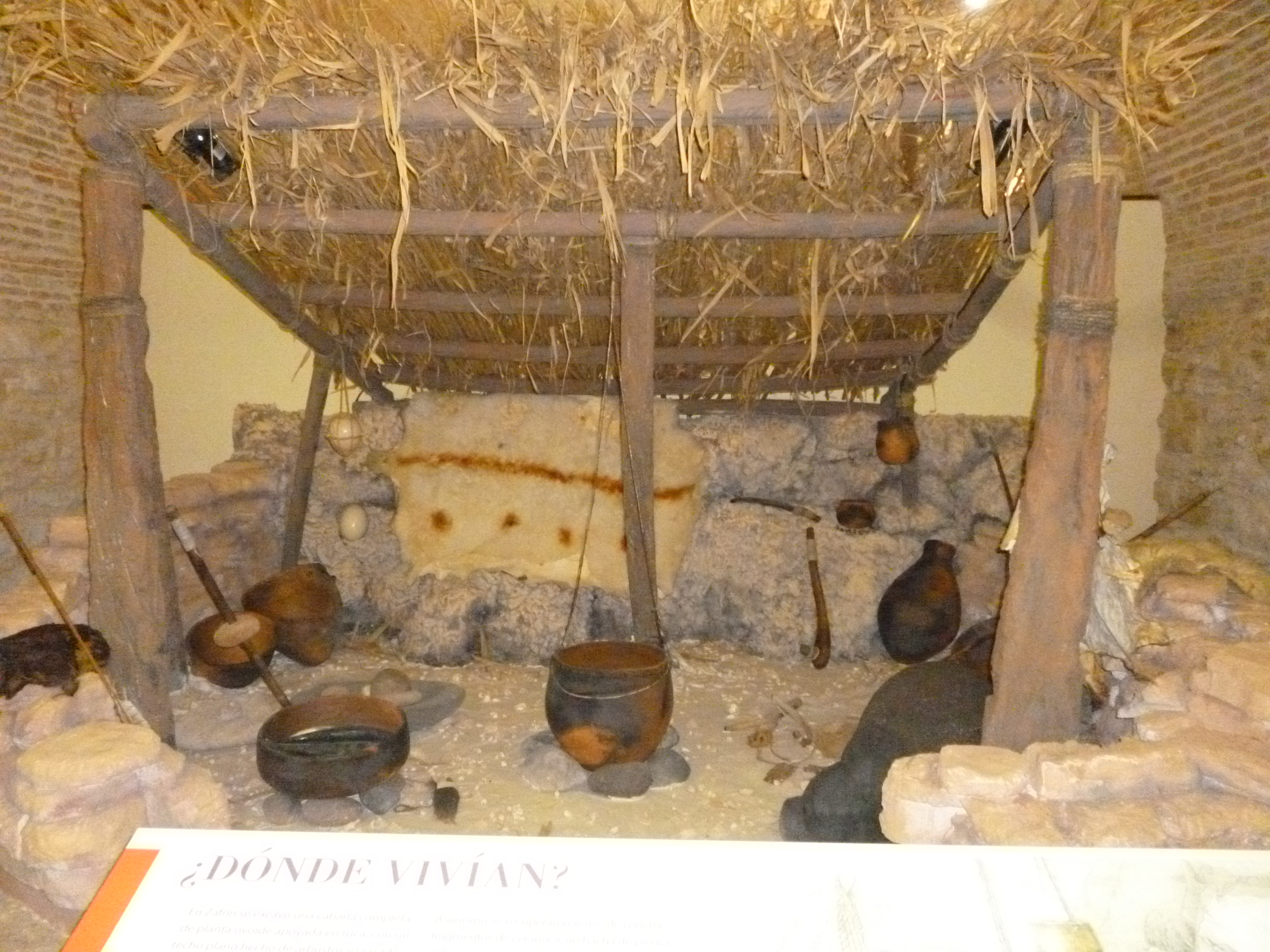
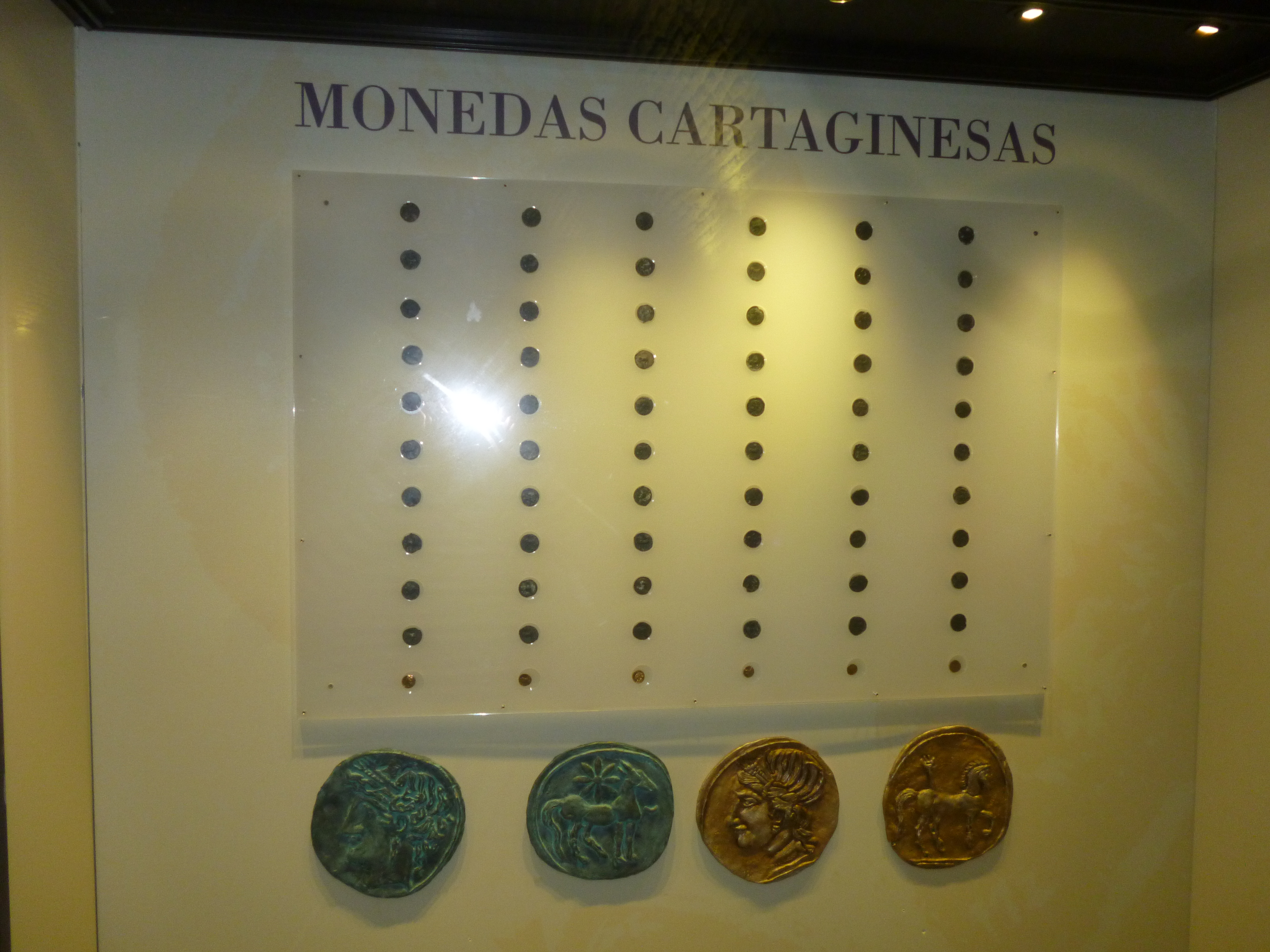

A felső szinten található, El Zafrín kerámiáival, karthágói érmékkel, egy mór temetkezéssel, egy muszlim kincstel, Melilla la Vieja óriásmodelljével, León Gil de Palacios másolatával, XIII. Alfonso mellszobraival . és a Köztársaság, valamint tervek sokasága.